# Unione Sportiva Colligiana 1930-1931
Questa pagina raccoglie i dati riguardanti l'Unione Sportiva Colligiana nelle competizioni ufficiali della stagione 1930-1931.

## Stagione
L'Unione Sportiva Colligiana partecipa al campionato di Seconda Divisione Nord (il quarto livello del campionato italiano di calcio), come nelle due precedenti stagioni. Al campionato parteciparono le squadre riserve delle società militanti in Serie A e nella neonata Serie B che non competevano per la vittoria finale e che in precedenza disputavano un campionato regionale.
Nel campionato, disputato da 10 squadre, la Colligiana si piazzò all'8º ed ultimo posto con 11 punti.
Nei derby con la Robur Siena, all'andata disputata a Siena, la Colligiana perse per 3-0, mentre nel ritorno, disputato il 1º marzo 1931 alla 17ª giornata, terminò 1-1, grazie ad un gol di Santini per i biancorossi e ad un rigore in favore dei senesi all'88'; il risultato non fu omologato per errore tecnico arbitrale (arbitro dell'incontro fu il Sig. Petri di Viareggio) e la partita fu riprogrammata per il 15 marzo, ma, per ordine prefettizio per motivi di ordine pubblico, fu rinviata; a seguito del reclamo presentato dalla Robur Siena il Direttorio stabilì la vittoria del Siena a tavolino per 2-0.
Al pari del G.S. G.Berta di Firenze, la Colligiana, nella stagione successiva, per motivi finanziari, non si affilierà alla F.I.G.C. e disputerà, negli anni successivi e fino alla stagione 1933-1934, i tornei di propaganda.

## Rosa
| N. |                   | Ruolo | Calciatore       |
| -- | ----------------- | ----- | ---------------- |
|    | Italia (bandiera) | P     | Moretti Adamo    |
|    | Italia (bandiera) | P     | Parri Guido      |
|    | Italia (bandiera) | D     | Bruni Natale     |
|    | Italia (bandiera) | D     | Dei              |
|    | Italia (bandiera) | D     | Lari Nello       |
|    | Italia (bandiera) | D     | Ottaggio Rodolfo |
|    | Italia (bandiera) | D     | Ravaglia Artemio |
|    | Italia (bandiera) | D     | Rovai Vinicio    |

| N. |                   | Ruolo | Calciatore         |
| -- | ----------------- | ----- | ------------------ |
|    | Italia (bandiera) | C     | Sendini            |
|    | Italia (bandiera) | C     | Cambi              |
|    | Italia (bandiera) | C     | Taddei Fedro       |
|    | Italia (bandiera) | C     | Santini            |
|    | Italia (bandiera) | C     | Battistini Edgardo |
|    | Italia (bandiera) | A     | Peruzzi Artemio    |
|    | Italia (bandiera) | A     | Bisogni Bruno      |
|    | Italia (bandiera) | A     | Del Testa Gino     |
|    | Italia (bandiera) | A     | Santini Sergio     |